# Jorge Sequerra
Jorge Henrique Campião Nogueira Sequerra (1958 — Lisboa, 1 de março de 2016) foi um actor português. O seu último projecto foi na série "Aposta que Amas", da SIC Radical.
Morreu a 1 de março de 2016, em Lisboa, aos 58 anos de idade, vítima de cancro no pulmão.

## Televisão

### Telenovelas
- Poderosas, SIC 2015
- Laços de Sangue, SIC 2011
- Podia Acabar o Mundo, SIC 2008
- A Outra, TVI 2008
- Vingança, SIC 2007
- Floribella, SIC 2007
- Jura, SIC 2007
- Lusitana Paixão, RTP 2002
- Anjo Selvagem, TVI 2001
- Cinzas, RTP 1992

### Séries
- Aposta Que Amas, SIC Radical 2016
- Bem-Vindos a Beirais, RTP 2015
- Os Compadres, RTP 2011
- Regresso a Sizalinda, RTP 2010
- A Minha Família, RTP 2009
- Pai à Força, RTP 2009
- Rebelde Way, SIC 2008
- T2 Para 3, RTP 2008
- Conta-me como Foi, RTP 2007
- O Bando dos Quatro, TVI 2006
- Câmara Café, RTP 2006
- Morangos com Açúcar, TVI 2004
- Inspector Max, TVI 2004
- A Minha Sogra é uma Bruxa, RTP 2002
- Bons Vizinhos, TVI 2002
- Querido Professor, SIC 2001
- O Processo dos Távoras, RTP 2001
- Alves dos Reis, RTP 2000
- Médico de Família, SIC 2000
- Polícias, RTP 1996
- Nico D'Obra, RTP 1994

Dobragens
- As Tartarugas Ninja (desenho de 1987) - Rafael
- Gato das Botas - Serafim
- Ren e Stimpy - Sr. Cavalo e Homem-Torrada em Pó
- Recreio - Diretor Prickly
- Sinbad - Ara

## Filmografia
- Corrupção, realização de João Botelho; 2007